# Moringa drouhardii
Moringa drouhardii is een plantensoort uit de familie Moringaceae. Het is een bladverliezende boom die gewoonlijk 5 tot 10 meter hoog wordt. In sommige gevallen kan de boom hoger worden, tot 18 meter. De waterhoudende stam is gezwollen en meestal voornamelijk onvertakt. Aan het boveneinde van de stam bevinden zich korte takken.
De soort is endemisch in het zuidwesten van Madagaskar. Hij komt voor in het doornige struikgewas, vooral op de kalksteenrotsen ten oosten van het Tsimanampetsotsameer, op het Mahafaly-plateau. 
De soort wordt vaak geplant als veld- en erfscheiding in lokale dorpen en rondom traditionele graftombes. De zaden zijn rijk aan eetbare plantaardige olie en eiwitten en de bladeren kunnen als groenten gegeten worden. De geurloze olie wordt gebruikt in cosmetica en medicinale massageolie. In vroegere tijden werd het gebruikt als basisolie in enfleurage om geurige vluchtige stoffen uit bloemen te extraheren.

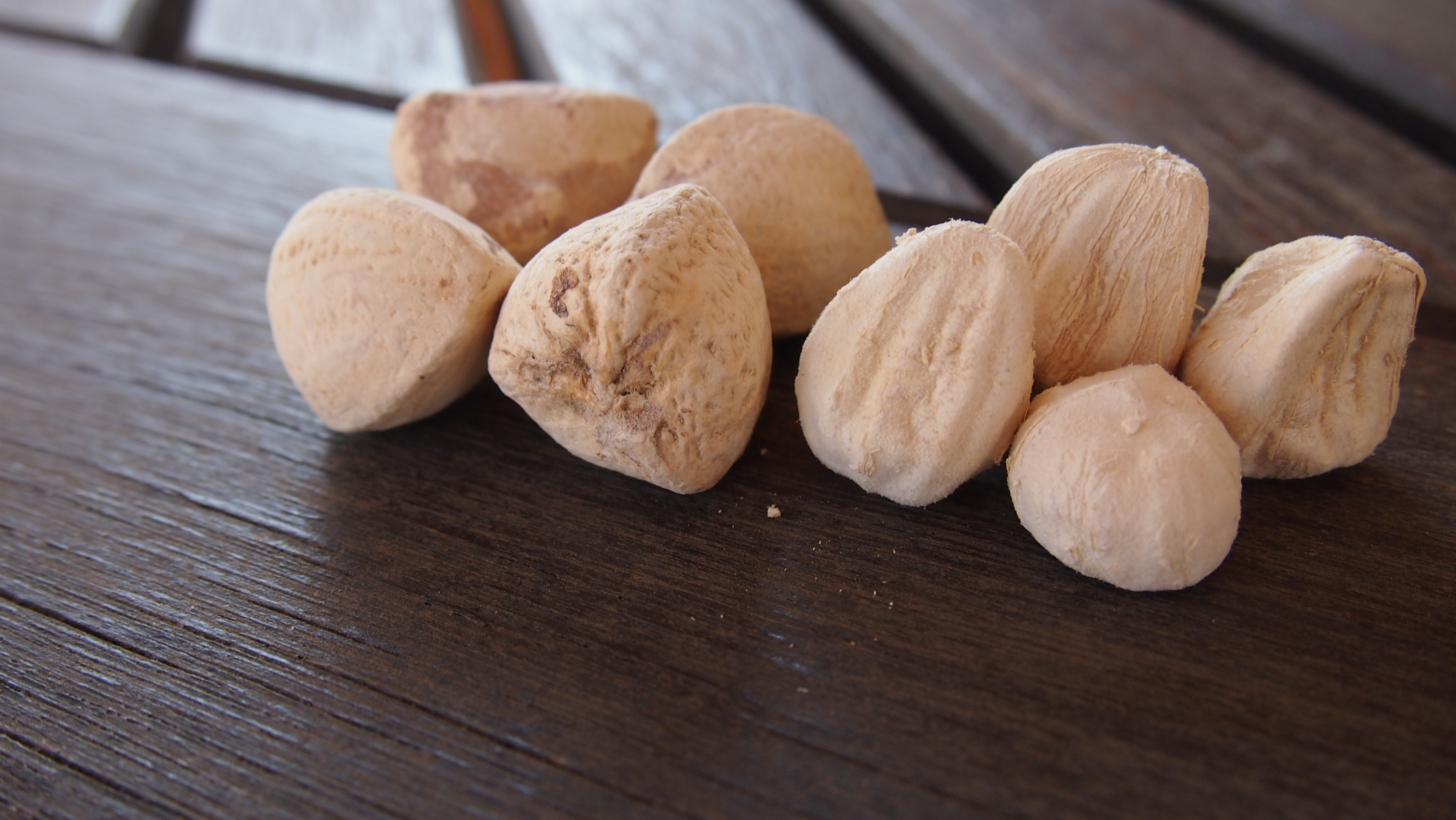
Zaden van de Moringa drouhardii